# Уимблдонский турнир 2007
Уимблдонский турнир 2007 — 121-й розыгрыш ежегодного профессионального теннисного турнира серии Большого шлема, проводящегося в Уимблдоне (Лондон, Великобритания) на кортах местного «Всеанглийского клуба лаун-тенниса и крокета». Традиционно выявляются победители соревнования в девяти разрядах: в пяти — у взрослых и четырёх — у старших юниоров.
В 2007 году матчи основных сеток прошли с 25 июня по 8 июля. Соревнование традиционно завершало основной сезон турниров серии на данном покрытии.
Прошлогодние победители среди взрослых:
- мужчины, одиночный разряд —  Роджер Федерер
- женщины, одиночный разряд —  Амели Моресмо
- мужчины, парный разряд —  Боб Брайан и  Майк Брайан
- женщины, парный разряд —  Чжэн Цзе и  Янь Цзы
- смешанный парный разряд —  Вера Звонарева и  Энди Рам

## Соревнования

### Взрослые

#### Мужчины. Одиночный разряд
Роджер Федерер обыграл  Рафаэля Надаля со счётом 7-6(7), 4-6, 7-6(3), 2-6, 6-2.
- Федерер выигрывает 2-й титул в сезоне и 11-й за карьеру на соревнованиях серии.
- Надаль уступает 1-й финал в сезоне и 2-й за карьеру на соревнованиях серии.

#### Женщины. Одиночный разряд
Винус Уильямс обыграла  Марион Бартоли со счётом 6-4, 6-1.
- Уильямс выигрывает 1-й титул в сезоне и 6-й за карьеру на соревнованиях серии.
- Бартоли впервые в карьере пробилась в финал соревнования серии.

#### Мужчины. Парный разряд
Арно Клеман /  Микаэль Льодра обыграли  Боба Брайана /  Майка Брайана со счётом 6-7(5), 6-3, 6-4, 6-4.
- французская мононациональная пара выигрывает турнир серии впервые с 2004 года.

#### Женщины. Парный разряд
Кара Блэк /  Лизель Хубер обыграли  Катарину Среботник /  Ай Сугияму со счётом 3-6, 6-3, 6-2.
- Блэк выигрывает 2-й титул в сезоне и 4-й за карьеру на соревнованиях серии.
- Хубер выигрывает 2-й титул в сезоне и 3-й за карьеру на соревнованиях серии.

#### Смешанный парный разряд
Елена Янкович /  Джейми Маррей обыграли  Алисию Молик /  Йонаса Бьоркмана со счётом 7-5, 6-4.
- представительница Сербии выигрывает турнир серии впервые в истории.
- представитель Великобритании выигрывает турнир серии впервые с 1991 года.

### Юниоры

#### Юноши. Одиночный турнир
Дональд Янг обыграл  Владимира Игнатика со счётом 7-5, 6-1.
- Янг выигрывает 1-й титул в сезоне и 2-й за карьеру на соревнованиях серии.

#### Девушки. Одиночный турнир
Урсула Радваньская обыграла  Мэдисон Бренгл со счётом 2-6, 6-3, 6-0.
- сёстры Радваньские с разницей в два года выигрывают британский турнир серии.

#### Юноши. Парный турнир
Даниэль Лопес /  Маттео Тревизан обыграли  Романа Ебавого /  Мартина Клижана со счётом 7-6(5), 4-6, [10-8].
- представители Италии выигрывают второй турнир серии подряд.

#### Девушки. Парный турнир
Анастасия Павлюченкова /  Урсула Радваньская обыграли  Мисаки Дои /  Куруми Нару со счётом 6-4, 2-6, [10-7].
- Павлюченкова выигрывает 1-й титул в сезоне и 4-й за карьеру на соревнованиях серии.
- Радваньская становится третьей теннисисткой за три последних года, кому покоряются оба европейских турнира серии.